# Selago burmannii
Selago burmannii là một loài thực vật có hoa trong họ Huyền sâm. Loài này được Choisy miêu tả khoa học đầu tiên năm 1823.